# علی رحمت المری
علی رحمت المری (انگلیسی: Ali Rahma Al-Marri؛ زادهٔ ۲۷ دسامبر ۱۹۸۳) بازیکن فوتبال اهل قطر است.

## باشگاهی
از باشگاه‌هایی که در آن بازی کرده‌است می‌توان به الریان، العربی قطر، الوکره، الخور، السیلیه اشاره کرد.

## تیم ملی
وی همچنین در تیم ملی فوتبال قطر بازی کرده است.